# Bolbites onitoides
Bolbites onitoides är en skalbaggsart som beskrevs av Edgar von Harold 1868. Bolbites onitoides ingår i släktet Bolbites och familjen bladhorningar. Inga underarter finns listade.